# Ришельё (река)
Ришельё (англ. Richelieu River, фр. Rivière Richelieu) — река в провинции Квебек (Канада), вытекающая из озера Шамплейн и впадающая в реку Святого Лаврентия. Длина, по разным источникам, от 120 до 130 км, площадь водосборного бассейна (включая бассейн озера Шамплейн) 23,9 тыс. км². В верхнем течении реки расположены несколько значительных населённых пунктов — Сен-Жан-сюр-Ришелье, Ибервиль, Шамбли, Белоей и Мон-Сент-Илер.

## География
Протекает на север по территории провинции Квебек (регион Монтережи), исток в северной части озера Шамплейн, севернее американско-канадской границы. Длина реки, согласно Британской энциклопедии, 120, а согласно Канадской энциклопедии, почти 130 км. Русло часто разделяют на Верхнюю и Нижнюю Ришельё (фр. le Haut et Bas Richelieu). Вдоль южной (верхней) части течения расположены несколько значительных населённых пунктов: Сен-Жан-сюр-Ришельё, Ибервиль, Шамбли, Белоей и Мон-Сент-Илер. Между Сен-Жан-сюр-Ришельё и Шамбли на реке находится цепь порогов. Нижнее течение более спокойное, река протекает по живописной местности, населённые пункты рядом с ней (Сен-Шарль-сюр-Ришельё, Сен-Дени-сюр-Ришельё, Сент-Урс) более мелкие. Впадает в реку Святого Лаврентия у города Сорель и озера Сент-Пьер.
Общая площадь водосборного бассейна 23,9 тыс. км², из которых 90 % (21,3 тыс. км²) приходится на бассейн озера Шамплейн. Средний сток составляет 360 м³/с, средний годовой максимум — 920 м³/с. Часты весенние половодья, сильнейшие из которых наблюдались в 2011, 1993 и 1998 годах.

## История
Река играла значительную роль в истории освоения Квебека. К приходу европейцев на её берегах обитали народы ирокезов, гуронов и алгонкинов. В 1609 году реку посетил Самюэл де Шамплен. В 1642 году французы дали реке название в честь кардинала Ришельё и построили на ней многочисленные форты. Наличие военной защиты и плодородные земли привлекли в долину Ришельё французских поселенцев-крестьян.
После победы Великобритании в Войне с французами и индейцами территория перешла под британский контроль и к франкоязычному населению стали присоединяться англоязычные военные поселенцы, а после Американской революции — перебравшиеся из США лоялисты. В ходе вторжения в провинцию Квебек армии Бенедикта Арнольда в долине Ришельё велись боевые действия, американцам удалось захватить ряд фортов. Во время восстания Патриотов 1837—1838 годов при Ришельё состоялось несколько сражений, в том числе при Сен-Дени и Сен-Шарле.
Первоначально реку использовали для лесосплава и коммерческого рыболовства. В 1843 году было окончено строительство канала Шамбли в обход порогов на Ришельё, что сделало возможной доставку грузов из США в Монреаль, используя реку Ришельё. Это обеспечило рост населённых пунктов вдоль реки, в 1850-е годы статус городов получили Сорель и Сен-Жан-сюр-Ришельё. После этого, однако, объёмы перевозок по Ришельё упали из-за завершения строительства железной дороги, связавшей Монреаль с США. В связи с этим основой экономики региона вместо торговли стали сельское хозяйство и собственная развивающаяся промышленность. В 1930-е годы колебания уровня реки привели к созданию проекта плотины Фрайерс, но её строительство не было завершено из-за перераспределения ресурсов в связи с началом Второй мировой войны. После этого плотина так и осталась недостроенной, а течение реки Ришельё — нерегулируемым.